# Golpe do abate do porco
Um golpe do abate do porco é um tipo de estelionato de longo prazo e fraude de investimento em que a vítima é gradualmente atraída a fazer contribuições crescentes, geralmente na forma de criptomoeda, para um esquema fraudulento de criptomoeda. O golpista constrói a confiança da vítima por meio da comunicação on-line, persuadindo-a posteriormente a investir em um esquema fraudulento de criptomoeda. Frequentemente, a vítima é induzida a efetuar pagamentos adicionais antes de perceber que foi vítima de fraude. O “abate” ou “massacre” da vítima ocorre quando seus bens ou fundos são roubados pelo(s) criminoso(s), levando a sofrimento financeiro e emocional significativo para a vítima. 
Este tipo de fraude teve origem no Sudeste Asiático. Os perpetradores são normalmente vítimas de uma fábrica de fraudes, atraídos do estrangeiro sob falsos pretextos e depois forçados a cometer a fraude por gangues do crime organizado. Essas gangues os impedem de sair e os ameaçam com violência caso desobedeçam às ordens. Muitas operações são realizadas a partir de áreas de Mianmar que estão fora do controle do governo central devido à guerra civil em curso, sendo um centro importante a cidade de Myawaddy, no estado de Caim, perto da fronteira com a Tailândia. Muitas das gangues que realizam golpes de abate de porcos, juntamente com as pessoas forçadas a cometer a fraude, são etnicamente chinesas. 
Os golpes de abate do porco são comuns em aplicativos sociais, onde, em outubro de 2023, doze por cento dos estadunidenses que usam esses aplicativos foram vítimas, um aumento em relação aos cinco por cento em 2018.  As vítimas são pareadas com perfis de namoro falsos e depois são induzidas socialmente a desenvolver um relacionamento com o agressor, que as convence a investir em criptomoedas de sites controlados pelos golpistas. Quando dinheiro suficiente é enviado, o agressor interrompe o contato e desaparece. Um grupo descrito no The New York Times centrou-se em mulheres chinesas, de preferência casadas, com idades entre os 30 e os 50 anos. 

## História
Os golpes de abate de porcos surgiram em 2020 como um golpe regional na China e depois se espalharam pelo Sudeste Asiático no auge da pandemia da COVID-19. Em Sihanoukville, Camboja —antigamente uma próspera cidade de jogos de azar — muitas gangues locais de jogos de azar transformaram cassinos em centros de operações fraudulentas, realizando golpes de abate de porcos. Isto foi provavelmente resultado da falta de presença nos casinos devido à pandemia de COVID, incluindo a pandemia que dificultou as viagens internacionais e a repressão do governo cambojano ao jogo comercial.  
Os golpes evoluíram significativamente com a integração de técnicas sofisticadas, incluindo a criação de plataformas falsas de investimento online e o uso de engenharia social. Um aspecto fundamental dessa evolução foi o uso de criptomoedas para transações, o que atraiu golpistas devido à sua dificuldade de rastreamento e recuperação. A globalização dos golpes pode ser atribuída à crescente ubiquidade das interações digitais e à crescente popularidade das criptomoedas, que proporcionaram uma nova via para tais atividades fraudulentas em escala global. 